# Gornji Ajdovec
Gornji Ajdovec – wieś w Słowenii, w gminie Žužemberk. W 2018 roku liczyła 54 mieszkańców.